# Karinska
Karinska, nome d'arte di  Barbara Karinska, (Charkiv, 3 ottobre 1886 – New York, 18 ottobre 1983), è stata una costumista ucraina naturalizzata statunitense.
Nata in Ucraina, Barbara Karinska (Каринська Варвара Андріївна) diventò negli Stati Uniti una famosa costumista teatrale. Lavorò anche a Hollywood, vincendo - in coppia con Dorothy Jeakins - il primo Oscar per i costumi istituito nel 1949. Usò come nome d'arte il semplice Karinska: fu costumista del New York City Ballet, dove collaborò con George Balanchine e fu la prima disegnatrice di costumi a vincere il Capezio Dance Award.

## Biografia
Il suo nome alla nascita era Varvara Andriivna Žmudska (Варвара Андріївна Жмудська). Nacque a Charkiv, in Ucraina da un fabbricante di stoffe molto rinomato, terzogenita in una nidiata di dieci bambini, tra cui tre femmine di cui lei era la più grande. Avendo vissuto fin da piccola in un ambiente dove si lavorava la stoffa, le rimase il gusto e lo stile del ricamo russo, attento alle sfumature e ai colori, con l'uso di una mescolanza di tessiture che combinavano insieme il ruvido al liscio. Uno stile che, quando cominciò a lavorare come disegnatrice, ricordò applicandolo alle sue creazioni.
Studiò giurisprudenza all'università di Charkiv sposando, nel 1908, Alexander Moïssenko, il figlio di un ricco industriale locale. Moïssenko morì nel 1909, qualche mese prima della nascita di Irina, la loro bambina. L'anno seguente, il fratello di Varvara, Anatoly, proprietario di un giornale moderatamente socialista, divorziò. La sorella ottenne la custodia del suo bambino, Vladimir Anatolevič Jmoudsky. Il piccolo Vladimir e la cugina Irina crebbero insieme come fratello e sorella.

### Il secondo matrimonio e gli anni della rivoluzione russa
Varvara si sposò una seconda volta con un noto avvocato di Mosca, N. S. Karinsky. Nel 1915, la famiglia Karinsky si trasferì a Mosca, andando ad abitare in un grande appartamento. Mentre il marito praticava la sua professione ai più alti livelli, diventando uno dei più importanti esperti di diritto penale della Russia, Varvara apriva un salotto che sarebbe diventato celebre a Mosca e che ospitava, ogni sera, ospiti illustri del dopo teatro. Intanto, la sua passione per le stoffe si estrinsecava con il dar vita a una forma di pittura molto particolare, che utilizzava pezzi di garza di seta colorata applicata su fotografie o disegni. Alcuni dei suoi lavori, alla fine, vennero esposti in una galleria d'arte ottenendo un buon riscontro di critica e di pubblico.
Quando lo zar Nicola II abdicò il 15 marzo 1917, il potere venne trasferito nelle mani del Governo provvisorio del principe Georgij Evgen'evič L'vov e quindi di Aleksandr Kerenskij. Karinsky fu nominato da L'vov Presidente della Corte d'Appello del distretto di Pietroburgo. In seguito alla rivoluzione bolscevica dell'ottobre 1917, Varvara con i figli Irina e Vladimir, passò gli anni che seguirono nelle zone della Russia del sud controllate dai menscevichi, tra Charkiv e la Crimea, riunendosi con Karinsky ogni volta che era possibile a Simferopoli, dove si trovava il quartier generale dei "Bianchi". Alla caduta della Crimea, Karinsky venne convinto ad andarsene: si imbarcò su una nave per gli Stati Uniti dove, però, non sapendo l'inglese, sarebbe stato costretto a sbarcare il lunario accettando ogni tipo di lavoro. Fece anche il tassista, ma continuò a scrivere articoli e monografie sulla Russia pre-rivoluzionaria e sulla sua aviazione.

### Unione Sovietica
I fratelli di Varvara, per farlo partire, gli avevano assicurato che la moglie lo avrebbe seguito quanto prima. Invece, lei preferì rimanere in Russia, chiedendo il divorzio. Ritornata a Mosca, si risposò con Vladimir Mamontov, il figlio di uno dei più ricchi industriali della Russia imperiale che, ormai, aveva perso tutto. La politica di Lenin di quegli anni permetteva ancora di contare su un limitato capitalismo che avrebbe dovuto aiutare l'esausta economia russa stremata da tre anni di guerra civile. Varvara ne approfittò per inaugurare a Mosca una sala da tè che divenne punto di incontro per intellettuali, artisti e appartenenti agli alti apparati governativi. Nello stesso edificio, aveva un negozio di modista e un atelier in cui si vestivano le signore dell'élite sovietica. Aprì anche una scuola che tramandava l'antica tradizione del ricamo russo alle nuove leve del proletariato.
Ma, ben presto, Varvara fu costretta a pensare di lasciare l'Unione Sovietica. Nel 1924, infatti, era morto Lenin e la scuola di ricamo che Varvara aveva fondata era stata nazionalizzata e riconvertita in fabbrica di bandiere sovietiche. Lei, in compenso, era stata nominata "ispettore delle Belle Arti". Ma Mamontov, il marito, incapace di affrontare la nuova realtà, disadattato e disoccupato, si era rifugiato nell'alcool: identificato come simbolo della decadenza della borghesia, ci si attendeva il suo arresto da un momento all'altro. Per salvarlo, Varvara studiò un piano: aiutata da Anatolij Vasil'evič Lunačarskij, ministro della Pubblica Istruzione e amico di lunga data di suo padre, propose di portare una mostra dei ricami delle sue allieve in una città occidentale, così da dimostrare al resto del mondo i progressi culturali del nuovo corso sovietico. Il partito accolse con entusiasmo la proposta. Ottenuto con la corruzione un visto di uscita anche per il marito, lo fece partire immediatamente per la Germania dove si trovavano alcuni parenti. Lei, con Irina e Vladimir, prese il treno a Mosca, salutata da una folla che era venuta a vederla partire. Irina si lamentava per il peso del suo cappello, senza sapere che era imbottito di diamanti. Vladimir aveva una borsa piena di libri scolastici tra le cui pagine erano nascoste banconote da cento dollari acquistate al mercato nero. I moderni ricami delle allieve, contenuti nelle casse, coprivano ricami antichi cuciti dalle dame di compagnia delle zarine dei secoli passati.
Riunita la famiglia a Berlino, Varvara e Mamontov con Irina e Vladimir, si recarono a Bruxelles, città dove viveva il padre di Varvara con alcuni dei suoi fratelli. Ma la vita nella capitale belga si rivelò troppo tranquilla per lei. Scelse, così, di vivere a Parigi.

### Gli anni parigini

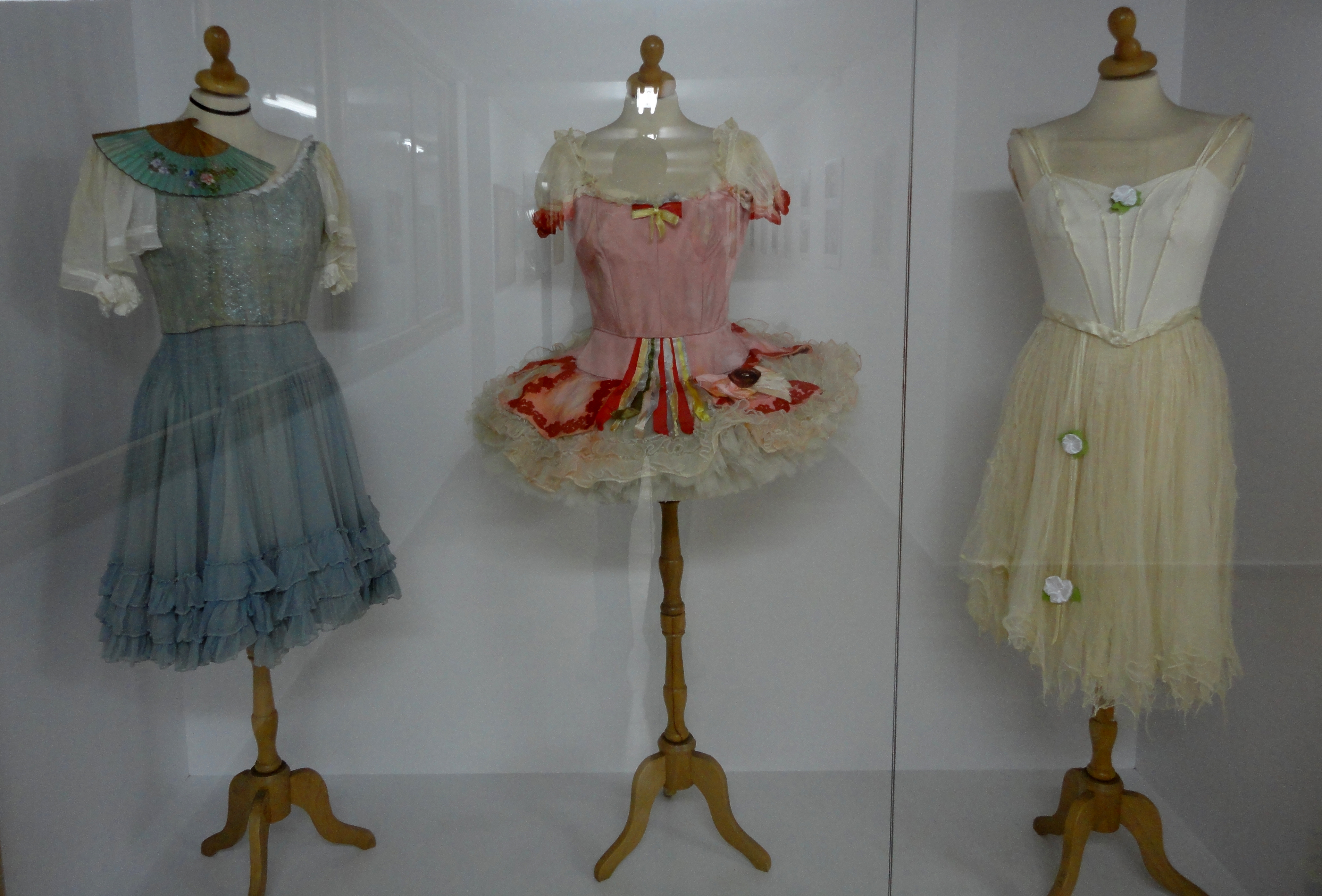
Costumi per il Balletti russi di Serge Denham: Coppélia (atto II e atto I) e Giselle (atto II)

Nel giro di due anni, vissuti intensamente nel lusso della capitale francese, tutti i tesori portati dall'Unione Sovietica erano andati in fumo. La famiglia fu costretta a trasferirsi in un quartiere popolare e Karinska (diventata ormai Barbara) cominciò a cercare disperatamente un lavoro per lei e per i figli. Con la sua bellezza e il suo fascino, non aveva difficoltà a incontrare e a fare conoscenza con chiunque avrebbe potuto aiutarla. Non passò molto tempo, che fece il suo primo costume: un abito per un film del 1926. Cominciarono a piovere gli ordinativi e lei si mise al lavoro insieme ad Irina e a Vladimir.
Una nuova compagnia di danza, i Balletti russi di Montecarlo, richiese il suo lavoro per una nuova coreografia, Cotillon. Le scene e i disegni dei costumi erano di Christian Bérard, la coreografia del celebre George Balanchine, russo di origini georgiane riparato anche lui in occidente. Bérard fornì le linee guida dei costumi, ma quella che alla fine venne ritenuta responsabile dell'interpretazione, della scelta dei materiali e dell'esecuzione del progetto fu Karinska.
Durante la sua breve carriera parigina, Karinska collaborò tra gli altri con André Derain, Joan Miró, Balthus. Fece i costumi per i lavori teatrali di Jean Cocteau e Louis Jouvet e, nel 1933, quelli di sei balletti di Balanchine. Sei mesi più tardi partiva per il Regno Unito.

### Gli anni londinesi
Presa la decisione di partire, sua figlia Irina restò a Parigi dove rilevò l'azienda materna che fu riaperta questa volta con il nome "Irene Karinska". Barbara, lasciato ormai da tempo il marito, si trasferì con Vladimir a Londra dove entrò in società per breve tempo con Mrs. Hayworth dell'Ascot Gowns. Subito dopo, collaborò con un altro prestigioso studio londinese ma, alla fine, si risolse a lavorare in proprio. Lei e Vladimir affittarono la Sir Joshua Reynolds House: i piani superiori vennero destinati ad abitazione privata, quelli inferiori ai laboratori e all'esposizione e vendita dei costumi. Gli anni londinesi furono estremamente fruttuosi per la sua carriera. Pur se continuò a lavorare con gli artisti parigini, a Londra Karinska ebbe modo di sperimentare nuove tecniche e materiali mai usati in teatro. Iniziò anche una delle sue collaborazioni più importanti, quella con Cecil Beaton, che si sarebbe rivelata lunga e duratura.
Ma la guerra era ormai alle porte. Karinska decise, con pochissimo preavviso, di lasciare tutto e di imbarcarsi sulla Queen Mary alla volta degli Stati Uniti. Vladimir restò nella capitale inglese per chiudere la maison e liquidare gli affari mentre Irene, arrivata da Parigi, firmava al posto della madre tutti i documenti necessari. Nel settembre del 1939, venne dichiarata la guerra alla Germania e Vladimir, sentendosi a tutti gli effetti francese, ritornò in Francia, arruolandosi nell'esercito. Ferito e catturato, sarebbe poi riuscito a fuggire da un campo di prigionia tedesco e a raggiungere il sud non occupato della Francia, dove viveva sua zia Angelina, una delle sorelle di Barbara. Tramite Angelina, Vladimir poté rintracciare la madre adottiva che, in quel momento, si trovava a New York.

## Filmografia
- Paradiso perduto (Paradis perdu), regia di Abel Gance (1940)
- Le schiave della città (Lady in the Dark), regia di Mitchell Leisen - esecuzione dei costumi (1944)
- Kismet, regia di William Dieterle - esecuzione dei costumi (1944)
- Kitty, regia di Mitchell Leisen - esecuzione dei costumi (1945)
- Lo spettro del passato (Un revenant), regia di Christian-Jaque - costumista (1946)
- Il diario di una cameriera (The Diary of a Chambermaid), regia di Jean Renoir - costumi per Miss Goddard (1946)
- Cieli azzurri (Blue Skies), regia di Stuart Heisler e, non accreditato, Mark Sandrich - costumista (1946)
- Gli invincibili (Unconquered), regia di Cecil B. DeMille - esecuzione dei costumi (1947)
- Giovanna d'Arco (Joan of Arc), regia di Victor Fleming - costumista (1948)
- Il pirata (The Pirate), regia di Vincente Minnelli - esecuzione dei costumi (1948)
- Il favoloso Andersen (Hans Christian Andersen), regia di Charles Vidor - costumi per il balletto (1952)
- La signora dalle camelie (La Dame aux camélias), regia di Raymond Bernard - costumista (1953)
- C'est la vie parisienne, regia di Alfred Rode - costumista (1954)
- Le Fil à la patte, regia di Guy Lefranc - costumista (1954)
- Lola Montès, regia di Max Ophüls - esecuzione dei costumi (1955)
- Eliana e gli uomini (Elena et les hommes), regia di Jean Renoir - esecuzione dei costumi (1956)
- A Midsummer Night's Dream, regia di George Balanchine e Dan Eriksen - costumista (1967)
- George Balanchine: Lo schiaccianoci (The Nutcracker), regia di Emile Ardolino - costumista (1993)
- Learn to Dance Like a Princess! corto, regia di Jamie Lustberg (2006)